# The Gilded Spider
The Gilded Spider, também conhecido como The Full Cup, é um filme mudo norte-americano de 1916, do gênero drama, dirigido por Joe De Grasse e estrelado por Lon Chaney.

## Elenco
- Louise Lovely - Leonita & Elisa
- Lon Chaney - Giovanni
- Lule Warrenton - Rosa
- Gilmore Hammond - Cyrus Kirkham
- Marjorie Ellison - Sra. Kirkham
- Hayward Mack - Burton Armitage
- Jay Belasco - Paul Winston